# Muscle long abducteur du pouce
Le muscle long abducteur du pouce (ou muscle supinateur de la main) est un muscle de l'avant bras. Il est situé dans le plan profond de la loge antébrachiale postérieure.

## Origine
Le muscle long abducteur du pouce se fixe sur les faces dorsales du radius, de la membrane interosseuse et de l'ulna

## Trajet
Le muscle long abducteur du pouce se dirige obliquement en dehors.
Son tendon limite latéralement la tabatière anatomique.

## Insertion
Le muscle long abducteur du pouce se termine sur la base du premier métacarpien. 

## Innervation
Le muscle long abducteur du pouce est innervé par le nerf du muscle long abducteur du pouce issu du rameau profond du nerf radial.
Il est extenseur, abducteur et rotateur latéral, et est innervé par le nerf radial via sa branche profonde.

## Action
Le muscle long abducteur du pouce se termine sur la base du premier métacarpien tandis que le muscle court extenseur du pouce se termine sur la face dorso-basale de la première phalange.
Ces deux muscles sont tous les deux des abducteurs du poignet lorsque leur action n’est pas compensée par celle de le muscle extenseur ulnaire du carpe.
Le muscle long abducteur du pouce porte le premier métacarpien en dehors et en avant surtout lorsque le poignet est légèrement fléchi.
Cette composante antérieure provient du fait que le tendon du long abducteur est le plus antérieur des tendons de la tabatière anatomique.
L'ensemble du muscle long abducteur et des muscles court fléchisseur, court abducteur et opposant du pouce joue un rôle primordial dans le mouvement d'opposition du pouce.

## Aspect clinique
Le muscle long abducteur du pouce peut entrer en conflit avec ténosynovite au niveau de la coulisse fibreuse située en regard de la styloïde radiale.

## Galerie

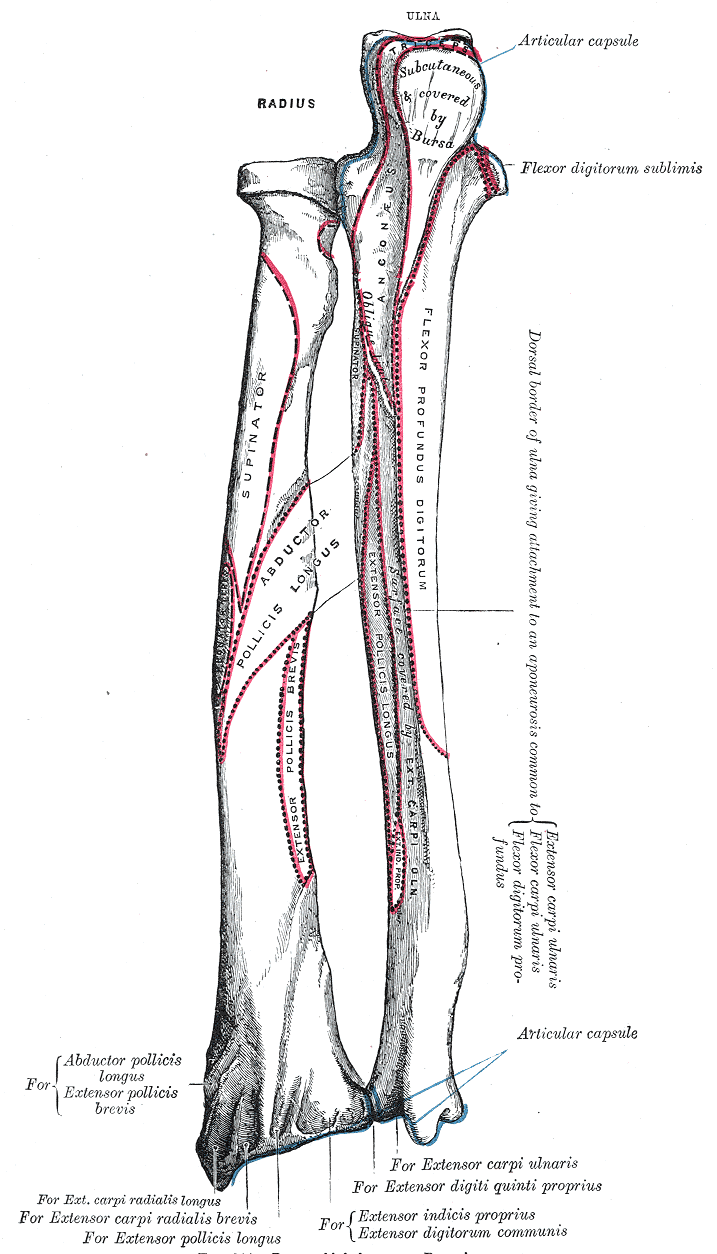
Origine ulnaire et radiale du muscle long abducteur du pouce (Abductor pollicis longus).
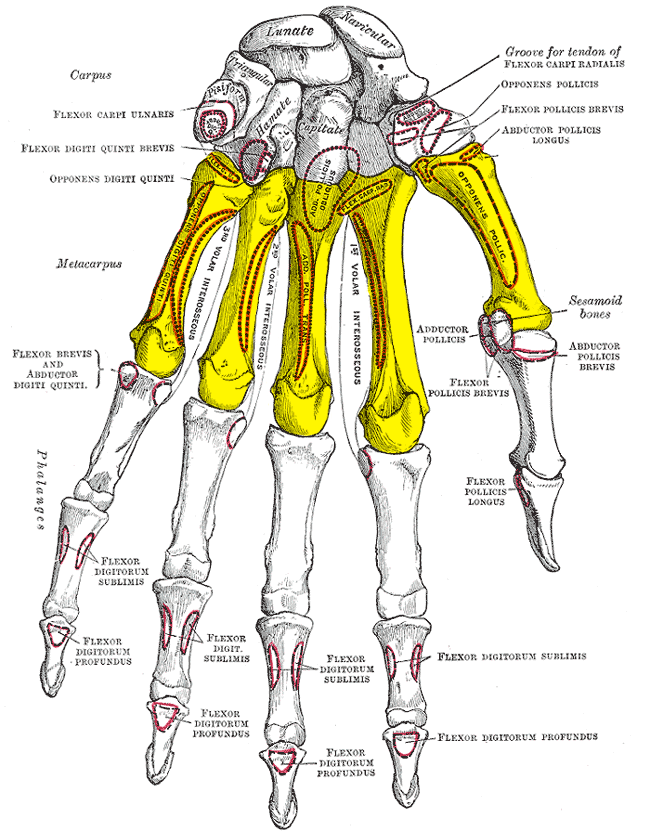
Insertion sur le premier métacarpien du muscle long abducteur du pouce (Abductor pollicis longus).
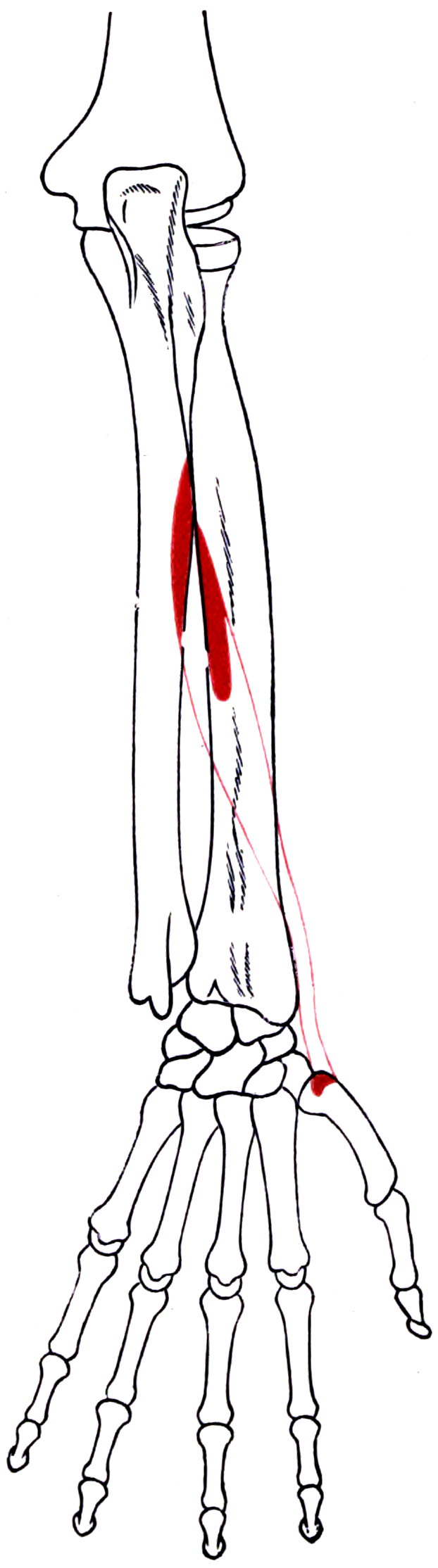
Les zones d'origine et d'insertion du muscle long abducteur du pouce.